# Спектральна густина
Спектра́льна густина́ — функція {\displaystyle f(\lambda )}, яка визначається для стаціонарного в широкому сенсі випадкового процесу, {\displaystyle \zeta (t)}, — {\displaystyle \infty <t<\infty }, як похідна спектральної функції
{\displaystyle f(\lambda )={{dF(\lambda )} \over {d\lambda }}}
за умови, що спектральна функція абсолютно неперервна. Нехай кореляційна функція {\displaystyle R(\tau )} процесу Неможливо розібрати вираз (SVG (MathML можна ввімкнути через плагін браузера): Недійсна відповідь («Math extension cannot connect to Restbase.») від сервера «http://localhost:6011/uk.wikipedia.org/v1/»:): {\displaystyle \zeta( t)}
 абсолютно інтегрована в інтервалі {\displaystyle (-\infty ,\infty )}. Тоді спектральна густина
{\displaystyle f(\lambda )={\frac {1}{2\pi }}\int _{-\infty }^{\infty }e^{-i\lambda \tau }R(\tau )\,d\tau }
і є невід'ємною функцією.
Спектральна щільність (спектральна інтенсивність) в статистичній фізиці — коефіцієнти розкладання часових кореляційних функцій в інтеграл Фур'є.
Спектральна густина потужності - функція, що описує розподіл потужності сигналу залежно від частоти, тобто потужність, що припадає на одиничний інтервал частоти. 

## Спектральна щільність потужності
Спектральна щільність потужності у фізиці та обробці сигналів - функція, що описує розподіл потужності сигналу в залежності від частоти, тобто потужність, що припадає на одиничний інтервал частоти. Має розмірність потужності, поділеної на частоту, тобто енергії. Наприклад, у Міжнародній системі одиниць (СІ): {\displaystyle W/Hz=W/sec^{-1}=W*sec}
Часто термін застосовується при описі спектральної потужності потоків електромагнітного випромінювання або інших коливань у суцільному середовищі, наприклад, акустичних. У цьому випадку мається на увазі потужність на одиницю частоти на одиницю площі, наприклад: {\displaystyle WHz^{-1}m^{-2}} (формально можна замінити на {\displaystyle Jm^{-2}}, але тоді фізичний зміст величини стає менш наочним).

### Формальне визначення
Нехай x(t) — сигнал, що розглядається на проміжку часу Неможливо розібрати вираз (SVG (MathML можна ввімкнути через плагін браузера): Недійсна відповідь («Math extension cannot connect to Restbase.») від сервера «http://localhost:6011/uk.wikipedia.org/v1/»:): {\displaystyle \left[-\frac{T}{2},\frac{T}{2} \right]}

Тоді енергія сигналу цьому інтервалі дорівнює:  {\displaystyle E_{T}=\int \limits _{-T/2}^{T/2}x^{2}(t)\,\mathrm {d} t}
Відповідно до теореми Парсеваля {\displaystyle E_{T}} представима у вигляді: {\displaystyle E_{T}=\int \limits _{-\infty }^{+\infty }|F_{T}(\omega )|^{2}\,\mathrm {d} \omega },
де Неможливо розібрати вираз (SVG (MathML можна ввімкнути через плагін браузера): Недійсна відповідь («Math extension cannot connect to Restbase.») від сервера «http://localhost:6011/uk.wikipedia.org/v1/»:): {\displaystyle F_T(\omega)=\frac{1}{\sqrt{2\pi}}\int\limits_{-T/2}^{T/2}x(t)e^{-i\omega t}\,dt}
 — перетворення Фур'є від {\displaystyle x(t)}.
При {\displaystyle T\to +\infty }, середня потужність має вигляд: {\displaystyle W=\lim _{T\to +\infty }{\frac {E_{T}}{T}}=\int \limits _{-\infty }^{\infty }\lim _{T\to +\infty }{\frac {|F_{T}(\omega )|^{2}}{T}}\,\mathrm {d} \omega }
{\displaystyle S(\omega )=\lim _{T\to +\infty }{\frac {|F_{T}(\omega )|^{2}}{T}}}  — Спектральна щільність потужності (функція щільності спектра потужності) або енергетичний спектр сигналу.
Спектральна щільність потужності сигналу зберігає інформацію лише про амплітуди спектральних складових. Інформація про фазу втрачається. Тому всі сигнали з однаковим спектром амплітуд та різними спектрами фаз мають однакові спектральні щільності потужності.

### Методи оцінки
Оцінка спектральної щільністі потужності може виконуватися методом перетворення Фур'є, що передбачає отримання спектра в області частот за допомогою швидкого перетворення Фур'є (ШПФ). До винаходу алгоритмів ШПФ цей метод через трудомісткість прямого обчислення дискретного перетворення Фур'є (ДПФ) практично не використовувався. Перевага надавалася іншим методам, зокрема, методу кореляційної функції (Блекмена — Тьюкі) та періодограмному методу.